# Diplycosia consobrina
Diplycosia consobrina är en ljungväxtart som beskrevs av Odoardo Beccari. Diplycosia consobrina ingår i släktet Diplycosia och familjen ljungväxter. Inga underarter finns listade i Catalogue of Life.